# Вулиця Толстого (Мелітополь)
Вулиця Толстого — вулиця в Мелітополі на Червоній Гірці. Починається від провулка Толстого, перетинає проспект 50-річчя Перемоги і закінчується глухим кутом біля Кизіярського струмка.

## Назва
Вулиця названа на честь російського письменника Льва Толстого. Поруч знаходиться однойменний провулок.

## Історія
Перша відома згадка вулиці датується 1923 роком.